# مصلى فرسان مالطا
مُصلَّى فرسان مالطا (بالروسية: Мальтийская капелла) هي كنيسة كاثوليكية قديمة بنيت لفرسان الإسبتارية من قبل جياكومو كورينغي في عام 1800، بناءً على أوامر من الإمبراطور بافل الأول.
يقع المُصلّى في قلعة فورونتسوف في سانت بطرسبرغ.

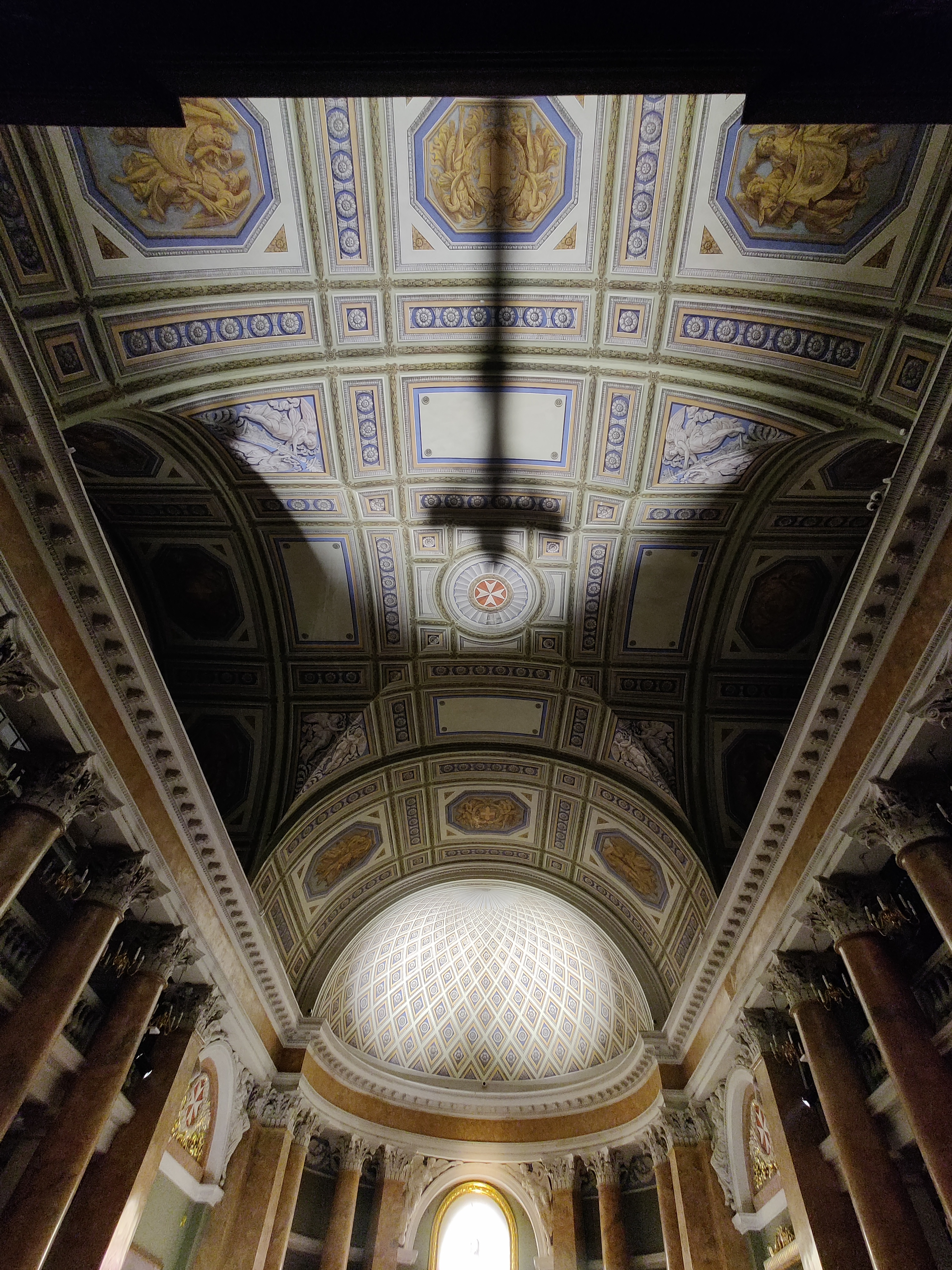
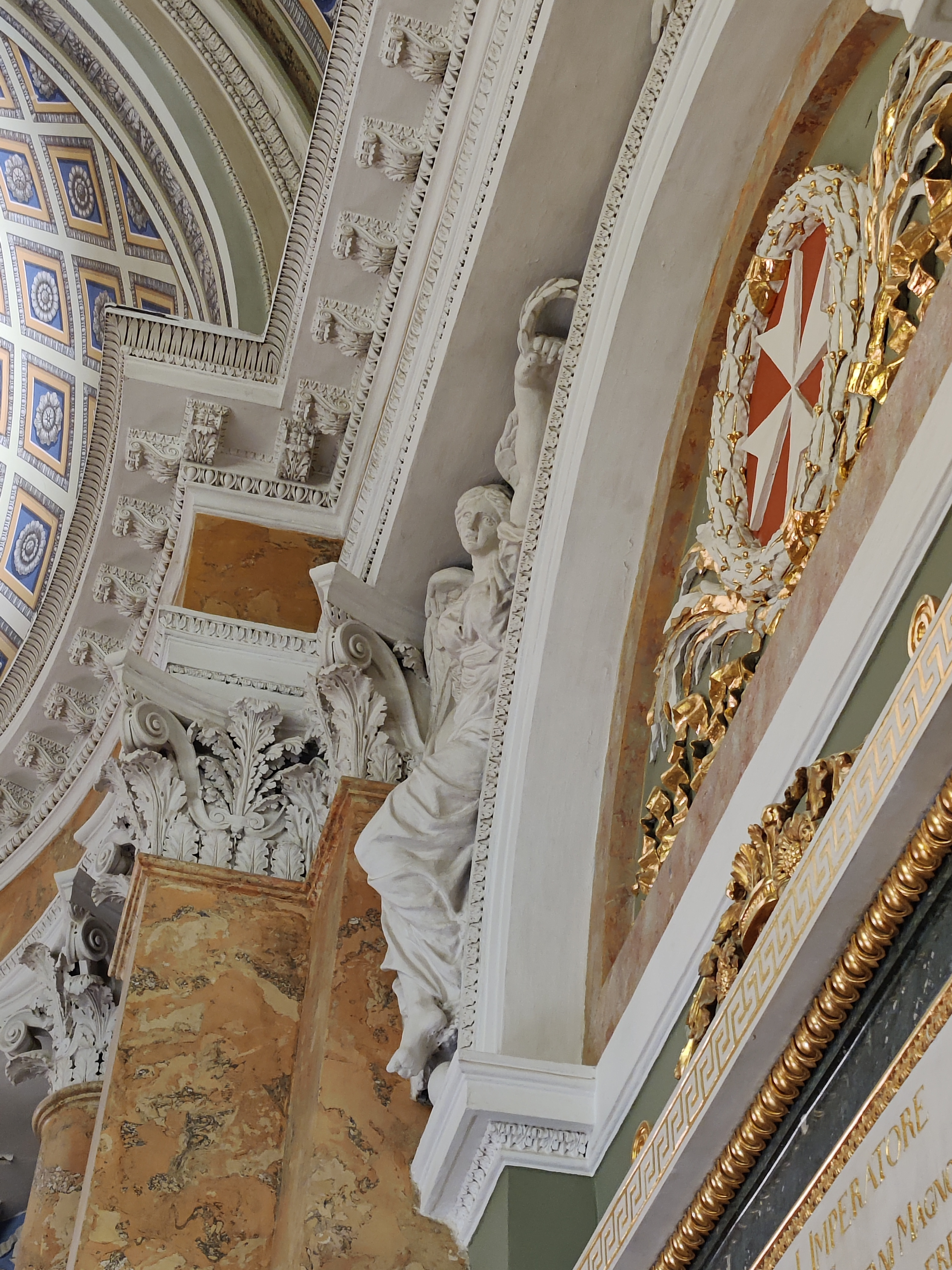
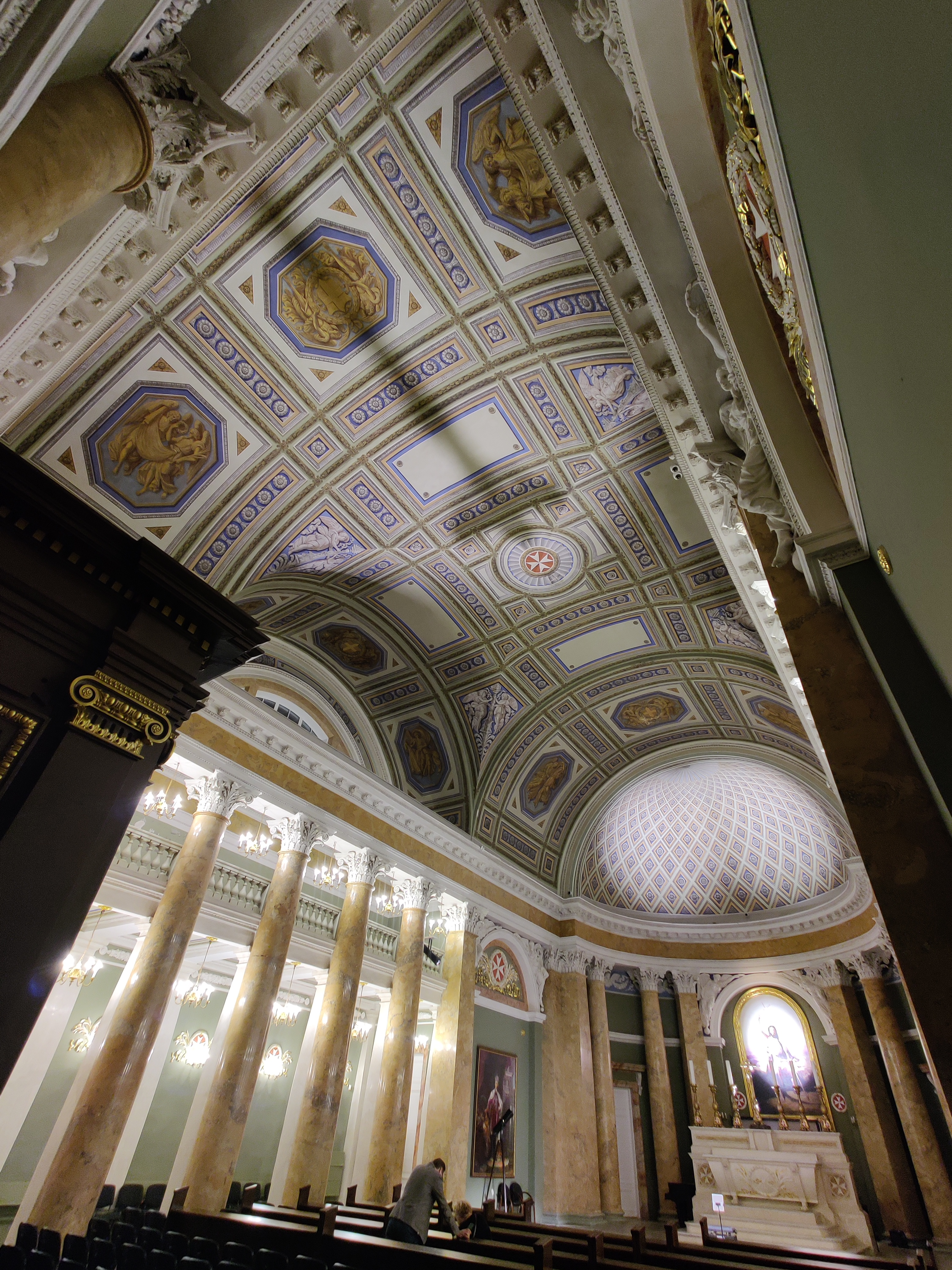
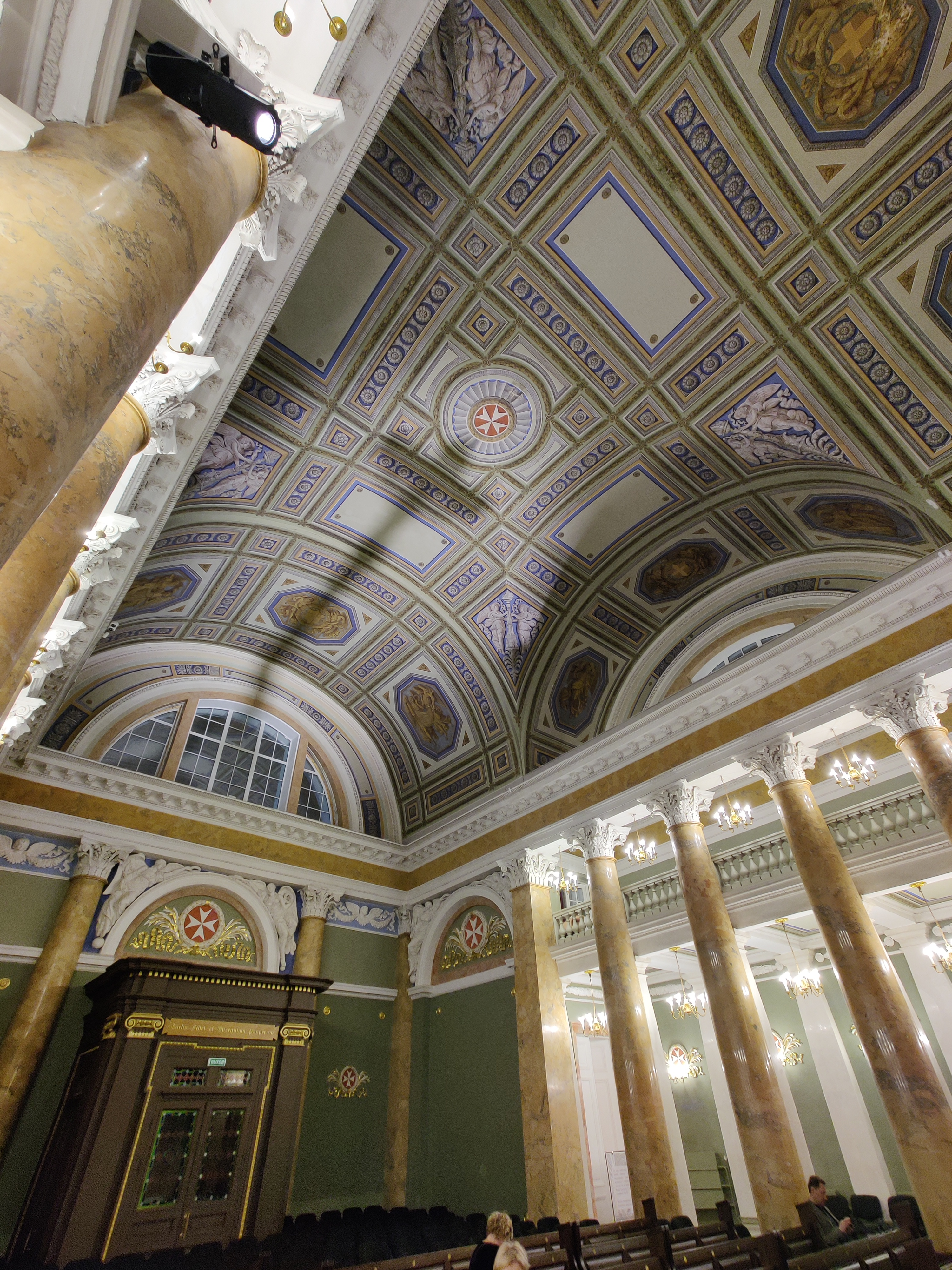
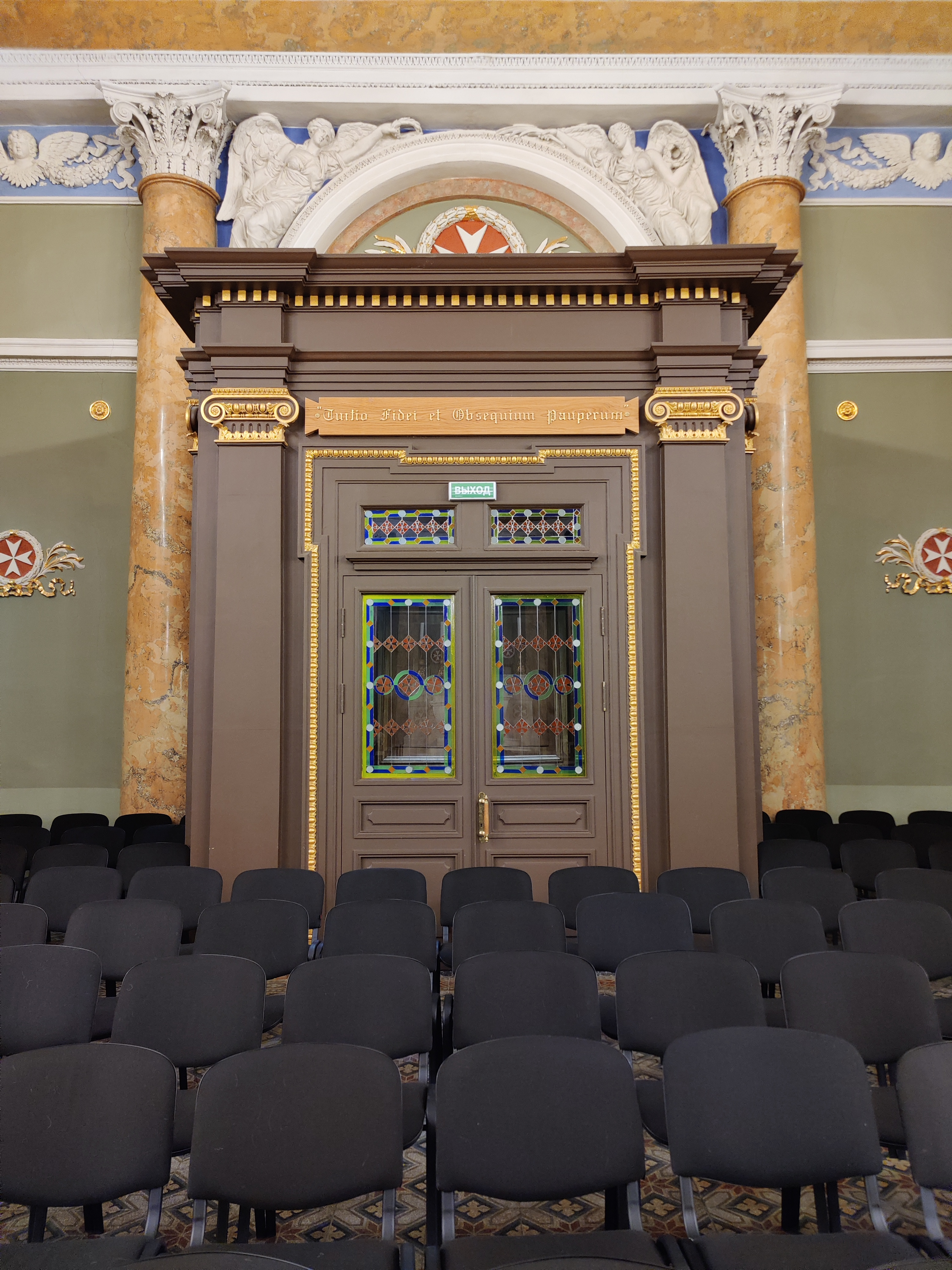
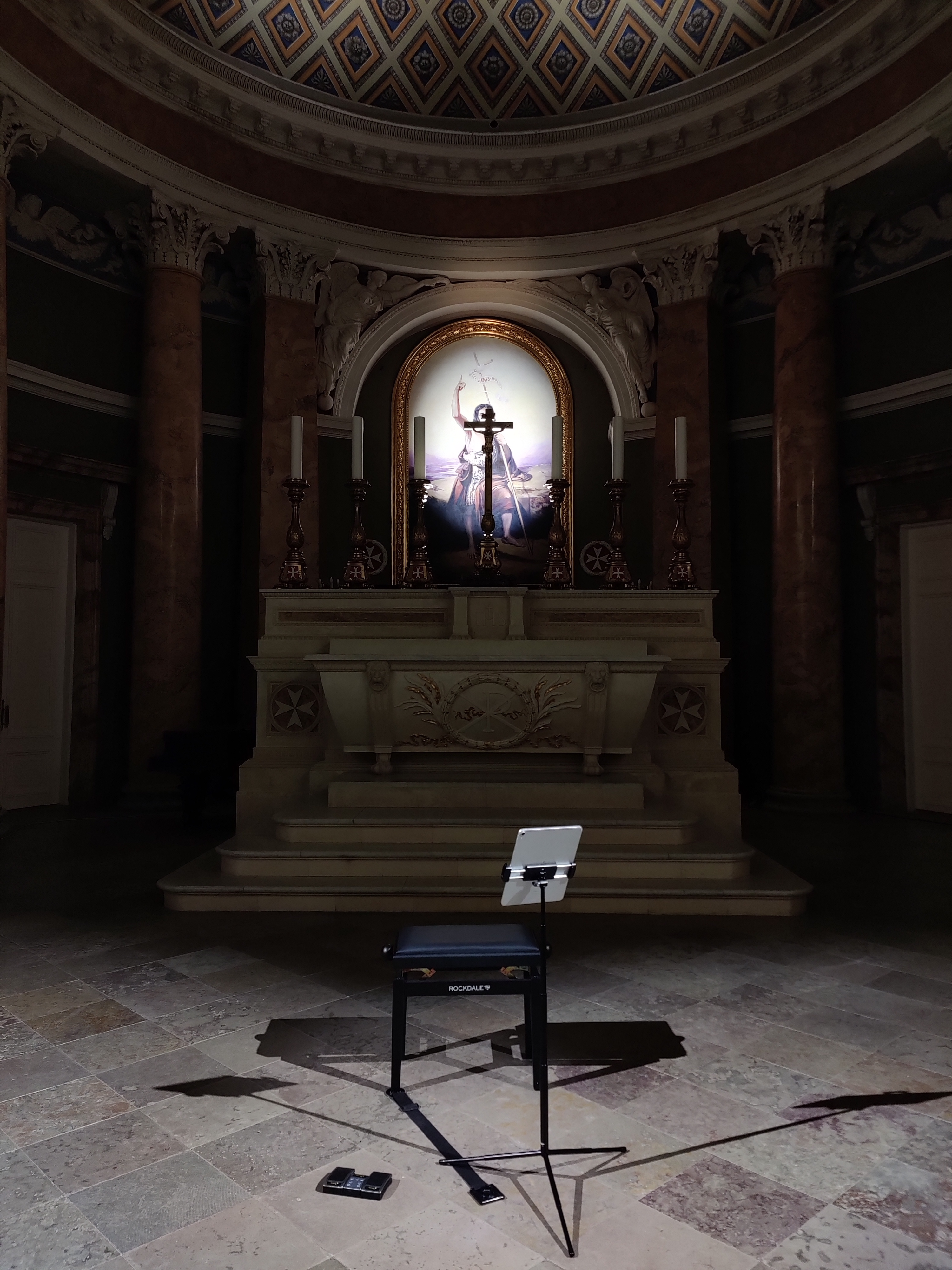